# Samtgemeinde Rethem/Aller
De Samtgemeinde Rethem/Aller is een Samtgemeinde in de Duitse deelstaat Nedersaksen. Het is een in 1974 tot stand gekomen samenwerkingsverband van vier kleinere gemeenten in het Landkreis Heidekreis. Het bestuur is gevestigd in Rethem (Aller).
De gemeente ligt aan de Bundesstraße 209 en aan de rivier de Aller.  Belangrijkste middel van bestaan is het toerisme, vanwege het vele natuurschoon en de ligging nabij de Lüneburger Heide.

## Deelnemende gemeenten
- Böhme, 919 inwoners
- Frankenfeld, 525 inw.
- Häuslingen, 776 inw.
- Rethem (Aller), 2.352 inwoners.

Totaal: 4.572 personen. Peildatum: 31 december 2021.
Zie verder de artikelen over de vier deelgemeentes.
Ahlden · 
Bad Fallingbostel · 
Bispingen · 
Böhme · 
Bomlitz · 
Buchholz · 
Eickeloh · 
Essel · 
Frankenfeld · 
Gilten · 
Grethem · 
Hademstorf · 
Häuslingen · 
Hodenhagen · 
Lindwedel · 
Munster · 
Neuenkirchen · 
Osterheide · 
Rethem (Aller) · 
Schneverdingen · 
Schwarmstedt · 
Soltau · 
Walsrode · 
Wietzendorf